# 12월 18일
12월 18일은 그레고리력으로 352번째(윤년일 경우 353번째) 날에 해당한다.

## 사건
- 기원전 218년 - 제2차 포에니 전쟁, 트레비아강 전투에서 한니발의 카르타고군이 로마 공화정군에 승리하다.
- 1271년 - 쿠빌라이 칸이 몽골 제국을 원나라로 개칭하다.
- 1642년 - 아벨 태즈먼이 서양인으로서 처음으로 뉴질랜드에 상륙하다.
- 1787년 - 뉴저지주가 미국의 주가 되다.
- 1865년 - 미국, 노예제도 폐지.
- 1945년 - 우루과이, 유엔 가입
- 1956년 - 일본, 유엔 가입
- 1978년 - 도미니카 공화국, 유엔 가입
- 1990년 - 대한민국에서 1991학년도 학력고사 실시
- 1992년 - 대한민국 제14대 대통령 선거에서 김영삼 후보가 당선되다.
- 1997년 - 대한민국 제15대 대통령 선거에서 김대중 후보가 당선되다.
- 1998년 - 대한민국 해군이 거제도 남쪽 해상에서 북한 반잠수정 격침.
- 2002년 - 대한민국 제16대 대통령 선거 투표 8시간을 앞둔 오후 10시 정몽준은 노무현과의 선거 공조를 파기하다.
- 2006년 -
  - 육자 회담이 중국 베이징에서 재개되었다.
  - 우즈베키스탄이 키르키즈스탄에 수출하는 천연가스의 가격을 1,000 입방미터당 미화 55달러에서 100달러로 올렸다.
- 2007년 - 1대 100이 11년 만에 종영되었다.
- 2014년 -
  - 인도 안드라프라데시 주 스리하리코타 우주센터에서 지구 정지궤도위성발사체 GSLV 마크 3 발사에 성공하였다.
  - 미국과 쿠바가 53년만에 국교 정상화에 합의하였다.

## 문화
- 1995년 - 제2경인고속도로 광명 나들목 ~ 석수 나들목 (5.39 km) 구간 개통.
- 2006년 - 지름 18mm, 무게 1.2g의 신 10원 동전(구 10원 동전: 지름 22.86mm, 무게 4.06g)이 발행되기 시작.
- 2021년 - 서울 지하철 8호선 남위례역이 개통되었다.

## 탄생
- 1021년 - 송나라의 개혁 정치인 왕안석. (~1086년)
- 1709년 - 로마노프 왕조의 6번째 군주 옐리자베타 페트로브나. (~1762년)
- 1824년 - 동학의 창시자 최제우. (~1864년)
- 1848년 - 미국의 정치인 로저 앨런. (~1936년)
- 1856년 - 영국의 물리학자 조지프 존 톰슨. (~1940년)
- 1875년 - 미국의 해머던지기 선수 맷 맥그래스. (~1941년)
- 1878년 - 구 소련의 서기장 이오시프 스탈린. (~1953년)
- 1879년
  - 스위스의 화가 파울 클레. (~1940년)
  - 소련의 지도자 이오시프 스탈린. (~1953년)
- 1904년 - 미국의 영화 감독 조지 스티븐스. (~1975년)
- 1907년
  - 대한민국의 역사가 이유립. (~1986년)
  - 대한민국의 교육인, 기업인, 정치인 이용범. (~1968년)
- 1911년 - 미국의 영화감독 줄스 다신. (~2008년)
- 1913년 - 서독의 정치인 빌리 브란트. (~1992년)
- 1922년 - 캐나다의 수학자 이임학. (~2005년)
- 1923년 - 대한민국의 화학자, 대학교수 장세현. (~2024년)
- 1924년 - 대한민국의 정치인, 제13대 국회의원 유기준. (~2004년)
- 1930년 - 대한민국의 언론인, 정치인 정재호.
- 1933년 - 미국의 화학자 앨런 J. 바드. (~2024년)
- 1938년
  - 대한민국의 정치인 이성호.
  - 미국의 배우 로저 E. 모슬리. (~2022년)
- 1946년
  - 남아프리카 공화국의 정치 운동가 스티브 비코.
  - 미국의 영화감독 스티븐 스필버그.
- 1947년 - 일본의 만화가 이케다 리요코.
- 1948년 - 대한민국의 정치인 조성준. (~2022년)
- 1949년 - 대한민국의 영화배우 진도희. (~2015년)
- 1951년 - 대한민국의 배우 윤미라.
- 1953년 - 대한민국의 정치인 김재철.
- 1954년
  - 대한민국의 기자, 기상캐스터, 공무원 조석준.
  - 대한민국의 배우 겸 번역가 조상구.
  - 미국의 배우 레이 리오타. (~2022년)
- 1958년 - 이라크의 축구 선수, 축구 감독 나딤 샤케르. (~2020년)
- 1960년
  - 일본의 경제학자, 경제평론가 우에쿠사 가즈히데.
  - 대한민국의 법조인, 제20대 대통령 윤석열.
- 1961년
  - 일본의 영화 감독 소노 시온.
  - 미국의 싱어송라이터 앤지 스톤. (~2025년)
  - 캐나다의 전 피겨 스케이팅 선수, 현 피겨 스케이팅 코치 브라이언 오서.
- 1963년
  - 일본의 성우 코야마 리키야.
  - 미국의 배우 브래드 피트.
  - 대한민국의 작사가 이승호.
- 1964년
  - 미국의 배우, 프로레슬링 선수 스티브 오스틴.
  - 부룬디의 정치인 피에르 은쿠룬지자. (~2020년)
- 1968년
  - 대한민국의 정치인 이상식.
  - 미국의 배우 캐스퍼 반 디엔.
- 1969년 - 스페인의 전 축구 선수 산티아고 카니사레스.
- 1971년
  - 대한민국의 성우 정훈석.
  - 스페인의 전 테니스 선수 아란차 산체스 비카리오.
- 1972년
  - 대한민국의 충청북도 도의원 박상돈.
  - 대한민국의 배우 조경훈.
  - 미국의 희극인, 배우 제이슨 맨추커스.
  - 싱가포르의 경제학자, 정치인 로런스 웡.
- 1975년
  - 오스트레일리아의 가수 시아.
  - 캐나다의 프로레슬링 선수 트리시 스트레터스.
- 1976년 - 일본의 배우 고유키.
- 1977년 - 조선민주주의인민공화국의 축구 심판, 전 축구 선수 리향옥.
- 1978년
  - 미국의 배우 케이티 홈즈.
  - 대한민국의 야구 선수 김원섭.
  - 대한민국의 재즈 가수 김중우.
- 1979년 - 대한민국의 야구 코치, 전 야구 선수 채상병.
- 1980년
  - 대한민국의 래퍼 빌스택스.
  - 루마니아의 체조 선수 마리안 드러굴레스쿠.
  - 미국의 가수 크리스티나 아길레라.
- 1981년
  - 대한민국의 바둑 기사 강지성.
  - 대한민국의 배우 임지영.
- 1982년 - 대한민국의 가수 주리.
- 1983년 - 대한민국의 배우 서승아.
- 1984년 - 대한민국의 아이스하키 선수 김원중.
- 1985년
  - 대한민국의 축구 선수 이요한.
  - 대한민국의 배우 이화정.
  - 일본의 축구 선수 리 다다나리.
  - 대한민국의 레이싱 모델 이종빈.
- 1986년
  - 캐나다의 쇼트트랙 선수 프랑수아 아믈랭.
  - 대한민국의 전직 스타크래프트 프로게이머 박성준.
  - 인도의 배우 리차 차다.
- 1987년
  - 일본의 가수 아야카.
  - 일본의 피겨 스케이팅 선수 안도 미키.
  - 일본의 배우 후루카와 유키.
  - 대한민국의 시인 한용덕.
- 1988년
  - 대한민국의 탁구 선수 박영숙.
  - 영국의 축구 선수 엘리엇 베넷.
- 1989년
  - 대한민국의 배우 이신애.
  - 대한민국의 음악 프로듀서 코드 쿤스트.
  - 대한민국의 야구 선수 김선빈.
  - 미국의 배우 애슐리 벤슨.
- 1990년
  - 대한민국의 야구 선수 정인욱.
  - 대한민국의 골프 선수 안신애.
  - 리투아니아의 축구 선수 아르비다스 노비코바스.
- 1991년
  - 대한민국의 만화가 정다정.
  - 대한민국의 아이스하키 선수 박진규.
  - 일본의 가수 이노우에 나루.
- 1992년
  - 대한민국의 야구 선수 강동연.
  - 대한민국의 전직 하스스톤 프로게이머 공혁준.
  - 미국의 육상 선수 라이언 크라우저.
- 1993년
  - 대한민국의 뮤지컬 배우 신은총.
  - 일본의 배우 리리아.
  - 네덜란드의 축구 선수 토마스 람.
- 1994년
  - 대한민국의 배우 윤정훈.
  - 대한민국의 가수 민재 (소나무).
- 1995년
  - 대한민국의 레이싱 모델 박지은.
  - 대한민국의 가수 나영 (프리스틴, 아이오아이)
  - 대한민국의 국악인 서의철.
  - 일본의 레슬링 선수 후미타 겐이치로.
  - 체코의 테니스 선수 바르보라 크레이치코바.
- 1996년
  - 대한민국의 가수 유오.
  - 대한민국의 배우 안재성.
  - 대한민국의 전 야구 선수 김동진.
- 1997년 - 대한민국의 가수 영웅.
- 1998년 - 네덜란드의 축구 선수 캘빈 스텡스.
- 1999년 - 대한민국의 연극 배우 류찬열.
- 2000년 - 대한민국의 축구 선수 고민우.
- 2001년
  - 미국의 싱어송라이터 빌리 에일리시.
  - 대한민국의 배우 김보윤.
- 2003년 - 대한민국의 가수 원. (싸이퍼).

### 미상
- 대한민국의 가수 희수.
- 대한민국의 가수 주리.

## 사망
- 1737년 - 이탈리아의 악기장 안토니오 스트라디바리. (1644년~)
- 1829년 - 프랑스의 생물학자 장바티스트 라마르크. (1744년~)
- 1848년 - 체코의 수학자이자 철학자 베르나르트 볼차노. (1781년~)
- 1932년 - 독일의 사회주의자 에두아르트 베른슈타인. (1850년~)
- 1983년 - 대한민국의 정치인 송진백. (1905년~)
- 1988년 - 대한민국의 정치인 오중열. (1925년~)
- 1999년 - 프랑스의 영화 감독 로베르 브레송. (1901년~)
- 2001년 - 프랑스의 배우, 가수 질베르 베코. (1927년~)
- 2011년 - 체코의 제1대 대통령 바츨라프 하벨. (1936년~)
- 2014년
  - 이탈리아의 배우 비르나 리시. (1936년~)
  - 대한민국의 성우 한규희. (1944년~)
- 2016년 - 미국의 배우 자 자 가보르. (1917년~)
- 2017년
  - 대한민국의 가수 종현. (1990년~)
  - 대한민국의 희극인 최서인. (1983년~)
- 2018년 - 일본의 유도 선수 세키네 시노부. (1943년~)
- 2019년 - 프랑스의 싱어송라이터 알랭 바리에르. (1935년~)
- 2020년
  - 대한민국의 배우 박윤배. (1947년~)
  - 오스트레일리아의 정치인 마이클 제프리. (1937년~)
  - 일본의 성직자 오카다 다케오. (1941년~)
- 2021년
  - 일본의 가수, 배우, 성우 칸다 사야카. (1986년~)
  - 영국의 건축가 리처드 로저스. (1933년~)
- 2022년
  - 이탈리아의 영화배우 다니엘라 조르다노. (1948년~)
  - 이탈리아의 영화배우 란도 버잔카. (1935년~)
  - 홍콩의 소설가 시시. (1937년~)
  - 영국의 음악가 테리 홀. (1959년~)
- 2023년 - 일본의 대학 교수, 작가 서경식. (1951년~)
- 2024년
  - 독일의 창던지기선수 클라우스 볼퍼만. (1946년~)
  - 대한민국의 기업인 서동욱. (1974년~)

## 기념일
- 유엔 아랍어의 날(UN Arabic Language Day)
- 세계 이주노동자의 날(International Migrants Day)
- 카타르의 국경일: 1878년 카타르의 통일을 기념하는 날

## 같이 보기
- 전날: 12월 17일 다음날: 12월 19일 - 전달: 11월 18일 다음달: 1월 18일
- 음력: 12월 18일
- 모두 보기